# Paisaje protegido Andrés Giai
Güira Oga o paisaje protegido Andrés Giai es un centro de rescate, rehabilitación y recría de fauna silvestre.

## Características
Güirá Oga se encuentra a 5 km de Puerto Iguazú, Provincia de Misiones, Argentina. La entrada se encuentra en el km 1637 de la RN 12, a poca distancia de las cataratas del Iguazú.
Fue nombrado paisaje protegido Andrés Giai el 27 de noviembre de 1997 mediante la sanción de la ley n.º 3468 de la provincia de Misiones, en homenaje al reconocido como primer naturalista de la provincia. Los restos de Andrés Giai descansan actualmente en el refugio.

ARTÍCULO 1.- Declárase Paisaje Protegido, con la denominación Andrés Giai, en el marco de la Ley XVI – Nº 29 (Antes Ley 2932) de Áreas Naturales Protegidas, al inmueble individualizado como lote "T" subdivisión del lote "E" de la subdivisión del lote "A", del Municipio y Departamento Iguazú, Nomenclatura Catastral: Dep. 09; Mz. 43; Secc. 03; Parc. 159 Q, Plano de Mensura Nº 33.360, inscripto en el Registro de la Propiedad Inmueble a nombre de la Provincia de Misiones al Tomo 8, Folio 126, como Finca 1.532, Dep. 09, donde tiene su asiento la "Estación de Recría de Aves Amenazadas de la Selva Paranaense" de la Asociación Ornitológica del Plata.

El nombre Güirá Oga es una expresión guaraní que significa "casa de los pájaros".
El refugio tiene una superficie de aproximadamente 20 ha que corresponden plenamente a la ecorregión selva Paranaense, en el área de amortiguación del parque nacional Iguazú.

## Objetivos
Los objetivos centrales del refugio son el rescate de animales silvestres heridos, recuperados de alguna situación de comercio ilegal o cualquier otra situación que ponga en peligro su supervivencia. Los animales enfermos o accidentados son sometidos a tratamiento para su recuperación y luego se los libera en su espacio natural. Los animales que no tengan posibilidades de sobrevivir en la naturaleza, permanecen en el refugio y luego sus crías son liberadas. Esta actividad se complementa con el estudio y la investigación. Paralelamente, se desarrollan actividades que tienen como objetivo concientizar sobre la necesidad de protección de la fauna silvestre y su ambiente.

## Instalaciones
Las instalaciones de Güirá Oga se encuentran integradas naturalmente al espacio, conectándose por senderos o pasarelas colocadas de manera que el contacto humano con las especies está reducido considerablemente, pudiéndose así facilitar la observación de todas ellas con impacto mínimo.

Las construcciones se realizaron en los sitios donde por diversas causas no existían árboles. La instalación de energía eléctrica se realizó de modo subterráneo, de modo de no alterar el paisaje ni poner en riesgo a las aves.

El refugio cuenta con un área de rehabilitación, un área de nutrición, donde se elaboran diariamente los alimentos adecuados para todos los animales del refugio y un hospital veterinario con sector de incubadora y quirófano.

## Interés turístico
El refugio ofrece la posibilidad de que los visitantes tomen contacto con la fauna en estado prácticamente silvestre. Entre los animales más significativos están los tucanes grandes (Ramphastos toco), los arasarí fajados (Pteroglossus castanotis) y chicos (Selenidera maculirostris) y varias especies de loros, rapaces como las águilas crestada negra (Spizaetus tyrannus) y viuda (Spizastur melanoleucus), entre otros.
Por las características de conservación del entorno, es posible observar fauna autóctona en estado de libertad, entre la que se destacan varias especies de pájaros cantores, como el trepador garganta blanca (Xiphocolaptes albicollis), el chiví coronado (Hylophilus poicilotis), el tangará alcalde	(Euphonia pectoralis), el arañero ribereño (Myiothlypis rivularis), el mielero (Coereba flaveola), el frutero coronado (Tachyphonus coronatus), el celestino común (Thraupis sayaca) y la saíra arcoiris (Tangara seledon).